# Ausschüttungsquote
Die Ausschüttungsquote gibt bei Lotterien, Sportwetten und ähnlichen Spielen an, welcher Anteil an den Einsätzen in Form von Gewinnen wieder an die Spieler ausgeschüttet wird.

## Spiele nach dem Totalisatorprinzip
Bei Spielen nach dem Totalisator-Prinzip wie etwa dem Lotto 6 aus 49 bzw. 6 aus 45, dem Toto, den Wetten am Totalisator beim Pferderennen oder der Calcutta-Auktion ist die Ausschüttungsquote fix eingestellt: Die Einsätze werden aufsummiert, von diesem Pool wird ein fest vorgegebener Prozentsatz abgezogen, und der Rest wird wieder an die Spieler bzw. Wett-Teilnehmer ausgeschüttet.

## Lotterien mit festen Quoten
Bei Lotterien mit festen Quoten, z. B. der Klassenlotterie bestimmt man die erwartete oder mittlere Ausschüttungsquote durch folgendes Gedankenexperiment: Man berechnet die Summe aller möglichen Gewinne (Gesamtgewinnsumme) und setzt diese in Relation zu den Kosten für den Kauf aller Lose. Dieser Quotient gibt den Erwartungswert bzw. den Fair value eines Loses an – der natürlich kleiner als der Lospreis ist.
Wenn es der Lotteriegesellschaft gelingt, sämtliche Lose zu verkaufen, so stimmt die so errechnete Ausschüttungsquote mit der tatsächlichen Ausschüttungsquote überein. Kann aber der Veranstalter nicht alle Lose verkaufen, so kann die tatsächliche von der erwarteten Ausschüttungsquote erheblich abweichen. Der – freilich unrealistische – Extremfall wäre dann gegeben, wenn die Lotteriegesellschaft nur ein einziges Los verkaufen kann und auf dieses der Hauptgewinn entfällt.

## Sportwetten
Im Prinzip lässt sich die Ausschüttungsquote bei einer Buchmacher-Wette, d. h. einer Sportwette mit festen Quoten als Erwartungswert wie folgt definieren: Ist {\displaystyle p} die Gewinn-Wahrscheinlichkeit und {\displaystyle Q} die (Brutto-)Gewinnquote, so ergibt sich die erwartete Ausschüttungsquote als Produkt aus
{\displaystyle \mathbb {E} =p\cdot Q\cdot 100\,\%}.
Diese Definition ist jedoch für praktische Zwecke wenig zufriedenstellend, da die Gewinnwahrscheinlichkeit – z. B. mit welcher Wahrscheinlichkeit gewinnt Fernando Alonso den Grand Prix von Monaco? – nicht exakt bestimmbar ist und kaum hinreichend genau geschätzt werden kann.
Die Ausschüttungsquote kann jedoch mit Hilfe eines Gedankenexperiments näherungsweise bestimmt werden, dies sei anhand des folgenden Beispieles erläutert. Angenommen ein Buchmacher bietet anlässlich eines Fußball-Spieles für die drei möglichen Ausgänge 1, X und 2 die Quoten 1.25, 5.00 und 10.00, so setzen wir in Gedanken auf jeden der drei Ausgänge gerade soviel, dass wir im Gewinnfalle 100 € zurückerhalten; also
- 100/1.25 = 80 € auf 1,
- 100/5 = 20 € auf X und
- 100/10 = 10 € auf 2.

Der Gesamteinsatz beträgt somit 80 + 20 + 10 = 110 €, wir erhalten nun – unabhängig vom Ausgang des Spieles – 100 € retour, d. h. 90,91 % unseres Einsatzes.
Die Formel für die Errechnung der Ausschüttungsquote {\displaystyle \mathbb {E} } lautet:
{\displaystyle \mathbb {E} ={\frac {1}{{\frac {1}{Q(1)}}+{\frac {1}{Q(X)}}+{\frac {1}{Q(2)}}}}\cdot 100\,\%},
im obigen Beispiel:
{\displaystyle \mathbb {E} ={\frac {1}{{\frac {1}{1{,}25}}+{\frac {1}{5{,}00}}+{\frac {1}{10{,}00}}}}\cdot 100\,\%=90{,}91\,\%}
Dieses Verfahren ist im Finanzbereich als Hedging bekannt, die so berechnete Ausschüttungsquote nennt man daher auch Hedge-Quote. Würden im obigen Beispiel alle drei Wetten denselben Erwartungswert besitzen, so wäre dieser gleich der Hedge-Quote. Tatsächlich liegt der Erwartungswert für eine Wette auf den Favoriten, im obigen Beispiel also die Wette auf 1, etwas höher und der Erwartungswert für die Wette auf den Außenseiter, im obigen Beispiel also die Wette auf 2, etwas niedriger. Die Hedge-Quote stellt somit ein gewogenes Mittel der Erwartungswerte dar.
Die Hedge-Quoten bei Wetten mit zwei möglichen Ausgängen (z. B. Tennis) liegen zumeist bei ca. 90 %, bei Wetten mit drei möglichen Ausgängen wie etwa Fußball oft nur bei ca. 85 % und bei Ereignissen mit mehr als drei möglichen Ausgängen vielfach sogar noch deutlich darunter, zum Vergleich: die Ausschüttungsquote bei den mehrfachen Chancen des Roulette beträgt 97,30 %, bei den einfachen sogar 98,65 %.
Setzt man bei einem Ereignis auf alle möglichen Ausgänge bei verschiedenen Buchmachern zu den jeweils besten verfügbaren Quoten denjenigen Betrag, um unabhängig vom Ausgang des Ereignisses stets z. B. 100 € zu erhalten, kann man gelegentlich einen Arbitrage-Gewinn erzielen, nämlich genau dann, wenn {\displaystyle \mathbb {E} >1} gilt – solche englisch Sure bet genannten Bündel von Wetten sind jedoch selten möglich.

## Zusammenhang zwischen Ausschüttungsquote und Bankvorteil
Während es bei Lotterien und Sportwetten üblich ist, die Ausschüttungsquoten anzugeben, ist es bei anderen Glücksspielen wie etwa Roulette, Baccara oder Black Jack gebräuchlich, den Bankvorteil zu berechnen. Diese beiden Begriffe hängen sehr eng zusammen: Ausschüttungsquote plus Bankvorteil ergeben stets 100 %; beträgt etwa die Ausschüttungsquote 98 %, so beträgt der Bankvorteil 2 %.
Bei einem fairen Spiel (vgl. Martingal), d. h. einem Spiel, bei dem keiner der Beteiligten einen mathematischen Vorteil gegenüber der Gegenseite besitzt, beträgt die erwartete Ausschüttungsquote 100 %. Die Ausschüttungsquoten der von Lotteriengesellschaften, Wettbetreibern und Casinos angebotenen Glücksspiele liegen natürlich unter 100 %, um so dem Betreiber langfristig einen Profit zu ermöglichen.

## Beispiele für Ausschüttungsquoten bei gängigen Glücksspielen
- Süddeutsche Klassenlotterie: Die Quote wird von Jahr zu Jahr staatlicherseits neu festgelegt.[1] 2024: 45,64 %[2]
- Nordwestdeutsche Klassenlotterie: 43,63 %[3]
- Zahlenlotterien wie deutsches Lotto „6 aus 49“, österreichisches Lotto „6 aus 45“, Eurojackpot, Euromillions: 50 %[4][5]
- Schweizer Zahlenlotto „Swiss Lotto“: 54,5 %[6]
- EuroDreams: 52 %[5][7]
- Toto (6 aus 49): 50 %[8]
- Glücksspirale: 40 %[4]
- Rubbellose in Deutschland je nach Lospreis zwischen 48 und 60 %[4].
- Rubbellose in der Deutschschweiz je nach Losart durchschnittlich 59 % (zwischen 51.75 und 70 %[9]) und in der Westschweiz durchschnittlich 82 %[10].
- Rubbellose in Österreich je nach Losart zwischen 55 und 67,5 %[5]
- Spanische Weihnachtslotterie: 70 %[11]
- Französisches Roulette (eine Null, keine Sperrung bei Zéro): 97,3 % (d. h., Bankvorteil 2,7 %)[12]
- Black Jack, gespielt mit der Optimaltaktik nach den gängigen europäischen Spielregeln (siehe Regel-Varianten beim Black Jack): 99,46 %